# Ambassade du Kazakhstan en France
L'ambassade du Kazakhstan en France est la représentation diplomatique de la république du Kazakhstan auprès de la République française. Elle est située 3, rue de Tilsitt dans le 8e arrondissement de Paris, la capitale du pays. Son ambassadrice est, depuis 2022, Goulsara Arystankoulova.
L'ambassadeur est également accrédité auprès de la principauté de Monaco.

## Ambassade

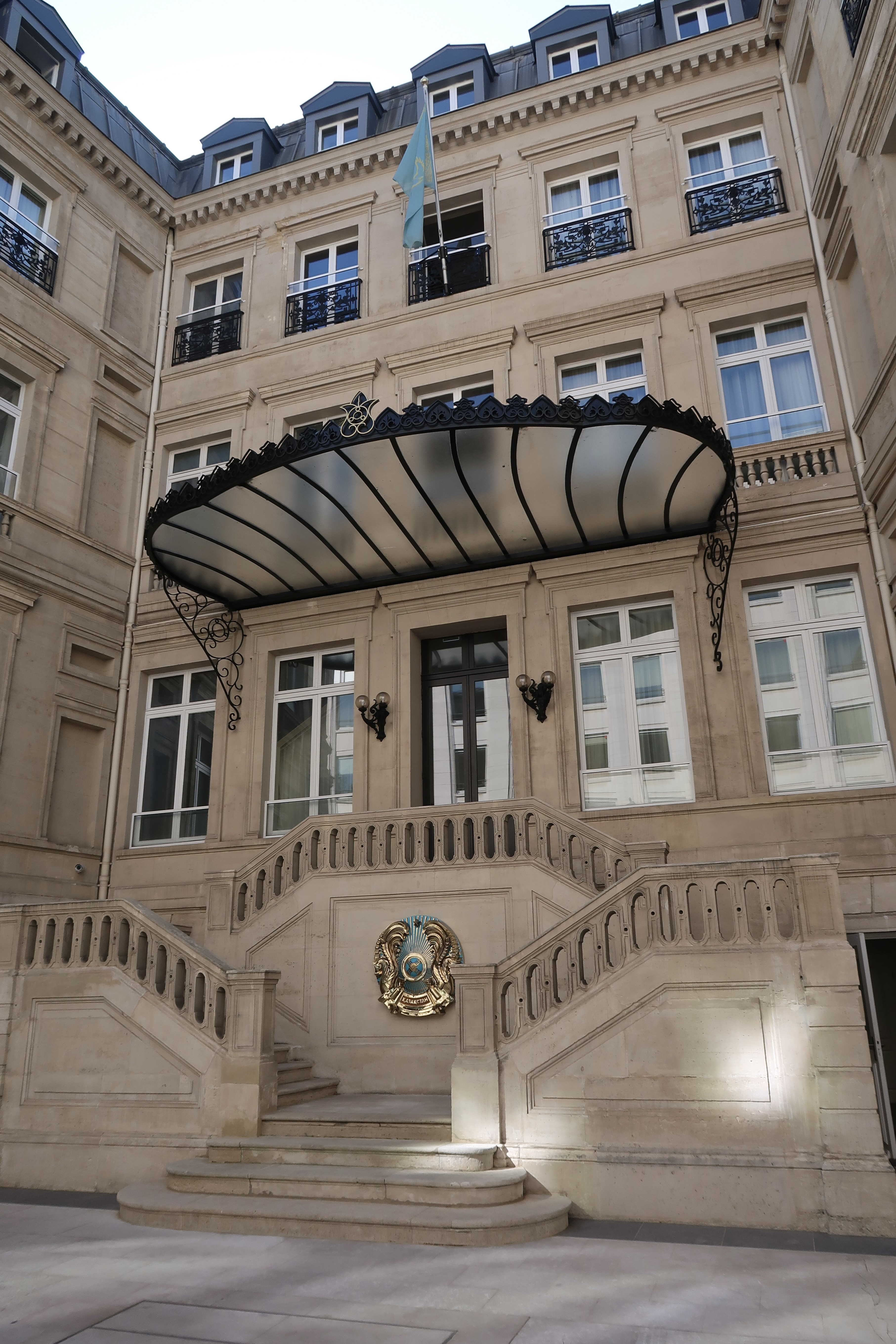
Cour intérieure de l'ambassade.

L'ambassade est installée 3, rue de Tilsitt, au croisement avec l'avenue Hoche, l'avenue de Friedland et la place Charles-de-Gaulle, dans le 8e arrondissement de Paris. Le consulat se trouve 59, rue Pierre-Charron, dans le même arrondissement.

## Histoire
Les relations diplomatiques sont établies en 1992, après l'indépendance du Kazakhstan, et le premier ambassadeur est nommé l'année suivante.

## Ambassadeurs du Kazakhstan en France
| Date de nomination | Date de nomination | Date de remise des lettres de créance | Date de remise des lettres de créance | Diplomate               |
| ------------------ | ------------------ | ------------------------------------- | ------------------------------------- | ----------------------- |
| ?                  |                    | 21 juillet 1993                       | [ JORF 1 ]                            | Tléoukhan Kabdrakhmanov |
| ?                  |                    | 1er avril 1997                        | [ JORF 2 ]                            | Nourlan Danenov         |
| ?                  |                    | 24 janvier 2000                       | [ JORF 3 ]                            | Akmaral Arystanbekova   |
| ?                  |                    | 23 mai 2003                           | [ JORF 4 ]                            | Doulat Kouanychev       |
| ?                  |                    | 9 décembre 2005                       | [ JORF 5 ]                            | Amanjol Jankuliyev      |
| ?                  |                    | 2 octobre 2009                        | [ JORF 6 ]                            | Nourlan Danenov         |
| ?                  |                    | 18 décembre 2017                      | [ JORF 7 ]                            | Jean Galiev             |
| ?                  |                    | 13 octobre 2022                       | [ JORF 8 ]                            | Goulsara Arystankoulova |

## Annexe